# Пермский театр юного зрителя
ГКБУК Пермский театр юного зрителя — театр в Перми.

## История театра
ГКБУК Пермский театр юного зрителя основан 4 декабря 1964 года.
С 1964 года театр какое-то время разделяет одно здание с Пермским театром кукол, в бывшей пересыльной тюрьме (здание пересыльного замка построено в 1871 году по проекту известного архитектора Р. И. Карвовского), которое перестроили к 1959 году специально для размещения в нём театра кукол.
С ноября 1987 года театр располагается в двухэтажном особняке в стиле модерн, построенном в конце XIX века меценаткой Е. И. Любимовой (архитектор А. Турчевич).
До этого, с 1948 по 1981 годы, особняк Любимовой занимал другой пермский театр — Пермский театр драмы, пока Театр драмы не обзавёлся своим зданием, а в особняке Любимовой не провели капитальный ремонт в 1982—1985 годах.
11 января 2024 года была введена в эксплуатацию Малая сцена театра, расположенная в памятниуе архитектуры IXX века "Дом уездного земства"  по адресу г. Пермь, ул. Пермская, 66. Реставрация и приспособление для современного использования здания по Пермской 66 позволила создать единое пространство "Театрального квартала". От улицы Екатеринская до улицы Пермская расположилось благоустроенное пространство с фонтанами, атриумом и открытыми сценами.
Почти 40 лет с февраля 1982 года по июнь 2021 года тетатр возглавлял народный артист России, кавалер ордена Почёта Михаил Юрьевич Скоморохов.
В разные годы в труппе театры служили известные артисты Сергей Лабырин, Александр Баткалов, Владимир Шульга, Александр Смирнов, Жанна Кадникова, Светлана Пермякова, Валентина Мазунина.

### Кредо
В своих постановках классики театр ставит перед собой задачу постичь её с позиций сегодняшнего дня.

## Технические характеристики
- Количество мест в зале — 383[2]
- Зеркало сцены: ширина 10 м, глубина 12 м
- Портал: высота — 3 м, ширина 5 м
- Глубина авансцены − 3,8 м
- Длина штанкета — 9 м, диаметр — 60 мм
- Штанкетные подъёмы — 17 шт., грузоподъёмность — 200 кг
- Вращающийся круг дисковый с электроприводом, диаметр — 8,4 м; 4 люка
- Глубина трюма — 2 м
- Оркестровая яма, пианино, количество человек — максимум — 6

## Труппа театра

### Современная труппа театра
| Артисты: - Абашева Ольга - Аникина Наталья - Бычкова Елена - Волков Михаил - Гладнева Татьяна - Гордеев Дмитрий - Гукенгеймер Артём - Дроздов Егор - Ельцова Виктория - Елясова Алёна - Жаркова Ксения - Кайсина Надежда - Калашниченко Сюзанна - Кондратьев Роман - Королев Александр - Красиков Александр - Лызов Кирилл - Мушегова Елизавета - Ознобишин Павел - Пепеляев Никита - Петров Даниил - Пешкова Татьяна - Прозорова Мария - Рудаков Яков - Саламатова Мария - Сопко Анна - Судаков Павел - Трясцын Сергей - Турушев Евгений - Фурсов Николай - Чучумов Владислав - Шампоров Артём - Шаров Александр - Шевлягина Арина - Шестаков Яков - Шибанов Михаил - Юрков Дмитрий - Яловега Дарья | Заслуженные артисты России: - Жаркова, Татьяна Петровна - Лаптева, Валентина Николаевна - Шишенина, Ирина Викторовна |

## Репертуар
- «Золочёные лбы» Б. Шергин, Постановка народного артиста Российской Федерации М. Скоморохова, режиссёр А. Калашниченко

### Современный репертуар
- «Емелино счастье» В. Новацкого, Р. Сефа, режиссёры Александр Калашниченко и Дмитрий Юрков
- «Людвиг четырнадцатый и Тутта Карлссон» Я. Экхольма, режиссёр Татьяна Жаркова
- «Синий платочек» В. Катаева, режиссёр Дмитрий Заболотских
- «Охота жить!..» В. Шукшина, режиссёр Михаил Скоморохов[4]
- «Отцы и дети» И. Тургенева, режиссёр Виктор Шрайман
- «Первокурсники» А. Курейчика, режиссёр Михаил Скоморохов
- «Три сестры» А. Чехова, режиссёр Татьяна Жаркова
- «Двенадцать месяцев» С. Маршака, режиссёр Михаил Скоморохов
- «Безымянная звезда» М. Себастиана, режиссёр Татьяна Жаркова
- «Не покидай меня» А. Дударева, режиссёр Татьяна Жаркова
- «Блин 2» А. Слаповского, режиссёр Дмитрий Заболотских[5]
- «Приключения Тома Сойера» М. Твена, режиссёр Дмитрий Заболотских
- «Сейшн с ангелами» Юрия Ломовцева, режиссёр Людмила Макеева
- «Весёлый Роджер» Дамира Салимзянова, режиссёр Дмитрий Юрков
- «Хоттабыч возвращается» Вячеслава Тимошина, режиссёр Татьяна Жаркова
- «Как Баба-Яга сына женила» Вячеслава Тимошина, режиссёр Михаил Скоморохов
- «Волшебное кольцо» Б. Шергина, режиссёр Татьяна Жаркова
- «Электронная бабушка» Р. Брэдбери, режиссёр Михаил Скоморохов
- «Стойкий оловянный солдатик» Андерсена, режиссёр Александр Савчук
- «Чонкин» В. Войновича, режиссёр Михаил Скоморохов

## Награды
- Премия Правительства Российской Федерации имени Фёдора Волкова за вклад в развитие театрального искусства Российской Федерации (31 мая 2014 года)[6]